# Моучка, Ярослав
Ярослав Моучка (9 ноября 1923, Студене Телче, Чехословакия — 26 декабря 2009, Прага, Чехия) — чехословацкий, чешский  актёр театра и кино.

## Биография
Отец был коммивояжёром, мать — швея.
Получил инженерное образование. Во время войны заинтересовался театральным искусством, стал выступать в драматическом театре города Оломоуца, в 1949—1951 — Национальном театре, в 1953—1994 годах — актёр театра на Виноградах в Праге.
В кино с 1950 года — «Případ Dr. Kováře». С 1980-х годов работал в основном на ТВ. Исполнил более 70 ролей в кино и на телевидении.
Заслуженный артист Чехословакии (1978).

## Фильмография
- 1961 — Ночной гость — Микеш, водитель
- 1963 — Смерть зовётся Энгельхен — Вутиска, шофёр
- 1967 — Маркета Лазарова — Ян
- 1967 — Ночь невесты
- 1968 — Марафон — Охранник Капишта
- 1970 — Ухо
- 1970 — Пропавшие банкноты — Лоубал, сотрудник Общественной безопасности
- 1971 — Бабушка — Кудрна
- 1971 — Свадьбы пана Вока — Канцлер Славаты
- 1972 — Ловкость рук, Ваше Величество! – Милош
- 1974 — История мёртвого человека — Майор Сойка (главная роль)
- 1976 — Тридцать случаев майора Земана (17 серия) — рабочий шахты Гордела, бывший заключённый по кличке Медведь
- 1977 — Больница на окраине города — Кованда, тесть доктора Арношта Блажея